# Værdikonservatisme
Værdikonservatisme er den opfattelse, at man bør bevare den eksisterende samfundsorden, fordi den indeholder vigtige værdier som eksempelvis loyalitet, tro, respekt og dyd. Værdierne opsamles sommetider i parolen "Gud, konge og fædreland".
Begrebet kontrasteres ofte med modsætningen formalkonservatisme, som angiver en politisk holdning, hvorefter man bør bevare den eksisterende samfundsorden, alene fordi den er den eksisterende samfundsorden.

## Oprindelse
Ordet "värdekonservatism" blev anvendt af den svenske juraprofessor og forfatter Stig Strömholm i hans bog Kämpande Konservatism (1971) til at markere skillelinjen mellem en ideologisk konservatisme og såkaldt strukturkonservatisme (status quo-konservatisme). I 1975 beskrev den tyske socialdemokratiske politiker Erhard Eppler begrebet Wertkonservatismus i sin bog "Ende oder Wende", hvor han definerede det som en politik som ønsker at bevare naturen, et humant og omsorgsfuldt samfund, og individets værdi og værdighed.

## Dansk værdikonservatisme
Den såkaldte Rønshovedgruppe, der består af en række forfattere, forskere, præster, skribenter, debattører og højskolefolk, er ifølge stifteren Thue Kjærhus et værdikonservativt projekt. Ligeledes har den danske politiker Naser Khader bekendt sig som værdikonservativ.